# Bertrada di Montfort

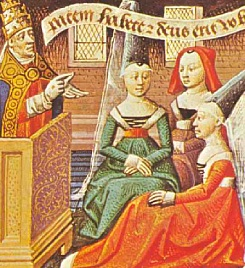
Bertrada di Montfort, dallo Speculum historiale di Vincenzo di Beauvais

Bertrada di Montfort (1070 circa – abbazia di Fontevrault, 14 febbraio 1117) fu contessa consorte d'Angiò, dal 1089 circa al 1092 e poi Regina consorte dei Franchi, dal 1092 al 1108.

## Origine
Figlia terzogenita del signore di Montfort, Simone I (1025 circa - 25 settembre 1087), citata per la verità come sorella del signore di Montfort, Amalrico (Bertrada era sorellastra di Amalrico II e sorella di Amalrico III) e della sua terza moglie, Agnese d'Évreux, figlia, secondo il monaco e storico medievale, Orderico Vitale, del Conte di Évreux, Riccardo e di Codechilde di Conches.
Simone I de Montfort, secondo il documento n° CIX del Cartulaire de marmoutier pour le dunois, era il figlio primogenito del signore di Montfort, Amalrico I (Amalricus de Sparnoto, Simon et Mainerius filii eius) e di sua moglie Bertrada di cui non si conoscono gli ascendenti.

## Ascendenza
|                        |                  |                         | Genitori |  |  | Nonni |  |  | Bisnonni              |  |  | Trisnonni |  |
|                        |                  |                         |          |  |  |       |  |  | Guillaume de Montfort |  |  | …         |  |
|                        |                  |                         |          |  |  |       |  |  | Guillaume de Montfort |  |  | …         |  |
|                        |                  | …                       |          |  |  |       |  |  | Guillaume de Montfort |  |  |           |  |
| Amalrico I di Montfort |                  |                         |          |  |  |       |  |  | Guillaume de Montfort |  |  |           |  |
|                        |                  | Albreda de Nogent       | …        |  |  |       |  |  |                       |  |  |           |  |
|                        |                  | Albreda de Nogent       | …        |  |  |       |  |  |                       |  |  |           |  |
|                        |                  | Albreda de Nogent       | …        |  |  |       |  |  |                       |  |  |           |  |
| Simone I di Montfort   |                  | Albreda de Nogent       |          |  |  |       |  |  |                       |  |  |           |  |
|                        |                  | …                       | …        |  |  |       |  |  |                       |  |  |           |  |
|                        |                  | …                       | …        |  |  |       |  |  |                       |  |  |           |  |
|                        |                  | …                       | …        |  |  |       |  |  |                       |  |  |           |  |
| Bertrada di Gometz     |                  | …                       |          |  |  |       |  |  |                       |  |  |           |  |
|                        |                  | …                       | …        |  |  |       |  |  |                       |  |  |           |  |
|                        |                  | …                       | …        |  |  |       |  |  |                       |  |  |           |  |
|                        |                  | …                       | …        |  |  |       |  |  |                       |  |  |           |  |
| Bertrada di Montfort   |                  | …                       |          |  |  |       |  |  |                       |  |  |           |  |
|                        | Roberto d'Évreux | Riccardo I di Normandia |          |  |  |       |  |  |                       |  |  |           |  |
|                        | Roberto d'Évreux | Riccardo I di Normandia |          |  |  |       |  |  |                       |  |  |           |  |
|                        | Roberto d'Évreux | Gunnara di Normandia    |          |  |  |       |  |  |                       |  |  |           |  |
| Riccardo d'Évreux      | Roberto d'Évreux |                         |          |  |  |       |  |  |                       |  |  |           |  |
|                        |                  | Herleva                 | …        |  |  |       |  |  |                       |  |  |           |  |
|                        |                  | Herleva                 | …        |  |  |       |  |  |                       |  |  |           |  |
|                        |                  | Herleva                 | …        |  |  |       |  |  |                       |  |  |           |  |
| Agnese d'Évreux        |                  | Herleva                 |          |  |  |       |  |  |                       |  |  |           |  |
|                        |                  | …                       | …        |  |  |       |  |  |                       |  |  |           |  |
|                        |                  | …                       | …        |  |  |       |  |  |                       |  |  |           |  |
|                        |                  | …                       | …        |  |  |       |  |  |                       |  |  |           |  |
| Godehilde              |                  | …                       |          |  |  |       |  |  |                       |  |  |           |  |
|                        |                  | …                       | …        |  |  |       |  |  |                       |  |  |           |  |
|                        |                  | …                       | …        |  |  |       |  |  |                       |  |  |           |  |
|                        |                  | …                       | …        |  |  |       |  |  |                       |  |  |           |  |
|                        |                  | …                       |          |  |  |       |  |  |                       |  |  |           |  |

## Biografia
Bertrada contrasse il suo primo matrimonio solo dopo la morte del padre, avvenuta, secondo Orderico Vitale, nel 1087.

### Contessa d'Angiò
Attorno al 1089, Bertrada fu data in moglie al Conte d'Angiò e conte di Tours, Folco IV detto il Rissoso, figlio maschio secondogenito del Conte di Gâtinais e signore di Château-Landon, Goffredo II e di sua moglie (il matrimonio viene confermato dalla Ex Historiæ Andegavensis Fragmento scritta dallo stesso loro figlio, Folco IV "il Rissoso"), Ermengarda detta Bianca d'Angiò, figlia del conte d'Angiò, Folco III Nerra o "il Nero" e di Ildegarda, di cui non si conosce gli ascendenti, ma sicuramente originaria della Lotaringia. Il matrimonio di Bertrada e Folco IV viene confermato sia dal De Genere Comitum Flandrensium, Notæ Parisienses, sia dall'arcivescovo, Guglielmo, della città di Tiro, nell'odierno Libano, nel suo Historia rerum in partibus transmarinis gestarum.
Essendo, secondo Orderico Vitale, ancora in vita due delle precedenti quattro mogli di Folco IV il Rissoso (erano Mantia, la ripudiata quarta moglie, e la seconda, Ermengarda di Borbone), nel 1091, papa Urbano II condannò l'unione di Folco e Bertrada.
L'unione tra Folco IV e Bertrada durò poco, in quanto Bertrada fu fatta rapire dal re di Francia, Filippo I e, nonostante la minaccia di scomunica, Bertrada sposò il re di Francia, Filippo I. Secondo Orderico Vitale, Bertrada accettò di buon grado l'invito a recarsi alla corte di Francia ed unirsi al re Filippo I; Folco, definito mite da Orderico, accettò la capricciosa volontà della moglie, permettendole di lasciarlo e vergognosamente raggiungere Filippo per sposarlo.

### Regina di Francia

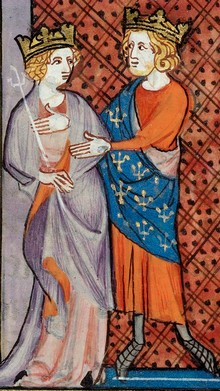
Bertrada e Filippo I

Bertrada e Filippo I, a dispetto del fatto che entrambi fossero ancora sposati (due delle precedenti mogli di Folco IV erano ancora in vita, mentre Filippo I, come ci viene confermato sia dal De Genere Comitum Flandrensium, Notæ Parisienses, sia da Guglielmo di Tiro, aveva ripudiato la legittima consorte, Berta d'Olanda) e a dispetto della minaccia di scomunica, si unirono in matrimonio.
Lo storico britannico, Steven Runciman, noto medievista e bizantinista, nel suo Storia delle Crociate, sostiene che, dopo il matrimonio di Bertrada con Filippo I, celebrato il 15 maggio 1092, papa Urbano II scomunicò i reali di Francia, il 16 ottobre 1094, durante il concilio di Autun, confermato poi durante il concilio di Clermont da parte di papa Urbano II, tra il 18 e il 28 novembre 1095.
A seguito della scomunica a Filippo I fu impedito di partecipare alla prima crociata.
Secondo Patrick van Kerrebrouck, nel suo Les Capétiens, 987-1328, la scomunica fu annullata, il 2 dicembre 1104, al concilio di Parigi, da Papa Pasquale II.
In quel periodo, sempre secondo Orderico Vitale, Bertrada (dato che i suoi figli erano ormai ritenuti legittimi) per favorire la successione al trono dei suoi figli, cercò, tramite un suo inviato, di fare arrestare il figliastro, Luigi, figlio di primo letto del marito e di Berta d'Olanda, dal re d'Inghilterra e duca di Normandia, Enrico I Beauclerc, presso il quale si trovava Luigi, lì inviato dal padre, Filippo I, poi cercò di fare avvelenare Luigi, ma senza successo. Dopo che le sue malefatte erano state scoperte, fu perdonata.

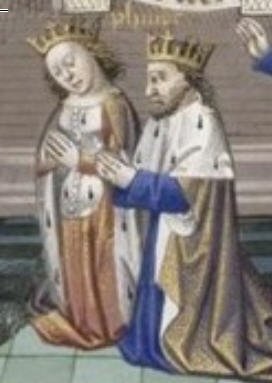
Bertrada e Filippo I

### Ultimi anni

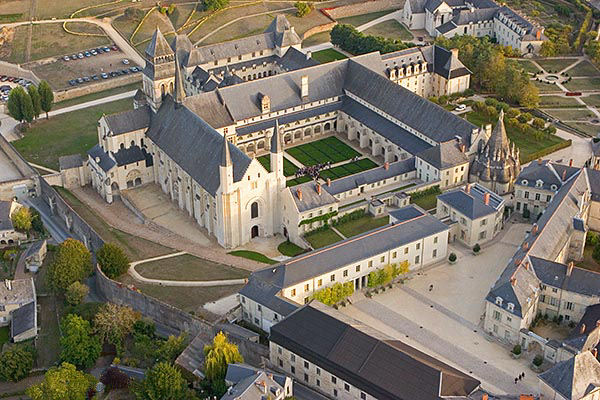
L'abbazia di Fontevrault, dove Bertrada passò gli ultimi anni di vita

A seguito di questi avvenimenti Bertrada si ritirò nell'abbazia di Fontevrault e il figlio di primo letto, Folco il Giovane, che viveva con lei alla corte di Francia, rientrò nella contea d'Angiò, dove il padre Folco IV il Rissoso, aveva associato il figlio della sua seconda moglie Ermengarda di Borbone, Goffredo IV Martello, primogenito ed erede della contea d'Angiò, per sostenere il peso di guidare l'esercito.
Alla morte del fratellastro, Goffredo IV Martello, durante l'assedio di Candé nel 1106 (secondo il Chronicon Vindocinense Goffredo cadde trafitto da una freccia all'assedio di Candé), secondo Guglielmo di Tiro, Folco il Giovane si trovava alla corte del duca d'Aquitania Guglielmo IX, con la qualifica di coppiere; Guglielmo IX imprigionò Folco avanzando pretese sul feudo di cui il giovane era erede, in quanto era stato il primo marito della sorellastra di Folco, Ermengarda, figlia della prima moglie di Folco IV, Ildegarda di Baugency (figlia di Lancellino II, signore di Baugency). Folco il Giovane fu poi liberato per l'intervento di Bertrada, che sollecitò l'intervento del marito Filippo I.
Alla morte del suo secondo marito Filippo I, nel 1108, il figliastro Luigi succedette a questi sul trono di Francia, col nome di Luigi VI
Alla morte del suo primo marito Folco IV il Rissoso (il 14 aprile 1109 secondo il Chronicon Vindocinense), l'unico figlio maschio rimasto in vita, Folco il Giovane, divenne conte d'Angiò e conte di Tours col nome di Folco V.
Lo stesso anno, o all'inizio del 1110, secondo Orderico Vitale, Folco V il Giovane sposò l'erede della contea del Maine, Eremburga(1096 - † 14-1-1126), figlia del conte del Maine, Elia I di Beaugency e della signora di Château-du-Loir, Matilde, unendo in tal modo il Maine ai propri possedimenti, Angiò e Turenna.
Secondo Guglielmo di Tiro, anche il matrimonio di Folco il Giovane con Eremburga fu opera della madre, Bertrada, che dopo la morte di Folco IV si era accordata con Elia I di Beaugency, per fare sposare i figli, Folco e Eremburga.
Secondo un documento del Grand Cartulaire de Fontevraud, Tome I, del 1010 circa, Folco il Giovane fece una donazione all'abbazia di Fontevraud, col consenso della madre Bertrada e del fratellastro Filippo di Francia.
Bertrada visse fino al febbraio 1117. Suo figlio Folco il Giovane, in seguito, divenne re di Gerusalemme attraverso il suo matrimonio con Melisenda di Gerusalemme, e fu il capostipite della dinastia dei Plantageneti per mezzo del suo primogenito Goffredo V d'Angiò.

### Figli
A Folco IV il Rissoso, Bertrada diede un figlio:
- Folco detto il Giovane[1] (ca. 1091-1143), conte d'Angiò, conte consorte e poi conte del Maine e quindi re di Gerusalemme

A Filippo I diede tre figli:
- Filippo di Francia[8][9] (1093 circa dopo il 1133), Conte di Mantes e Signore di Mehun-sur-Yèvre dal 1104 e Signore di Montlhéry, dopo il matrimonio con Elisabetta, Signora di Montlhéry[19]
- Fleury[8][9] (1095 circa 1147), Signore di Nangis, dopo il matrimonio con la Signora di Nangis, di cui non conosciamo il nome[19]
- Cecilia di Francia[9] (1097 circa 1145), che sposò Tancredi d'Altavilla e, in seconde nozze, Ponzio di Tripoli[8].

### Fonti primarie
- (LA)  Chronica de Gesta Consulum Andegavorum, Chroniques d'Anjou.
- (LA)  Rerum Gallicarum et Francicarum Scriptires, tomus X.
- (LA)  Orderici Vitalis, Historia Ecclesiastica, tomus unicus.
- (LA)  Cartulaire de marmoutier pour le dunois.
- (LA)  Monumenta Germaniae Historica, Scriptores, tomus XIII.
- (LA)  Cartulaire de l´abbaye cardinale de la Trinité de Vendôme, Tome IV.
- (LA)  Historia Rerum in partibus transmarinis gestarum.

### Letteratura storiografica
- Louis Halphen, "La Francia dell'XI secolo", cap. XXIV, vol. II (L'espansione islamica e la nascita dell'Europa feudale) della Storia del Mondo Medievale, 1979, pp. 770–806.
- William John Corbett, "Inghilterra, 1087-1154", cap. II, vol. VI (Declino dell'impero e del papato e sviluppo degli stati nazionali) della Storia del Mondo Medievale, 1980, pp. 56–98.
- (LA)  Marchegay, P. e Salmon, A., Chroniques d'Anjou Tomo I.